# 5162 П'ємонт
5162 П'ємонт (5162 Piemonte) — астероїд головного поясу, відкритий 18 січня 1982 року.
Тіссеранів параметр щодо Юпітера — 3,215.